# Srpci
Srpci (mazedonisch Српци, alternativ auch Gorno Srpci/Горно Српци) ist ein Dorf in der Gemeinde Bitola im südwestlichen Teil der Republik Mazedonien.
Es liegt etwa 12 Kilometer nordwestlich der Stadt Bitola und etwa 15 Kilometer nordöstlich des nördlichen Ufers des Prespasees auf 997 Metern über dem Meeresspiegel. Berge und Täler prägen das Landschaftsbild. Etwa 26 Kilometer Autofahrt von Srpci entfernt in Richtung Nordosten liegt das Schwesterdorf Dolno Srpci (kyrillisch Долно Српци). Das Klima ist gemäßigt kontinental. Im 18. Jahrhundert existierte eine bulgarische Schule.
Die Haupteinnahmequelle des Dorfes ist heute die Forst- und Landwirtschaft. Nach der Volkszählung 2002 hat das Dorf 65 Einwohner.

## Galerie

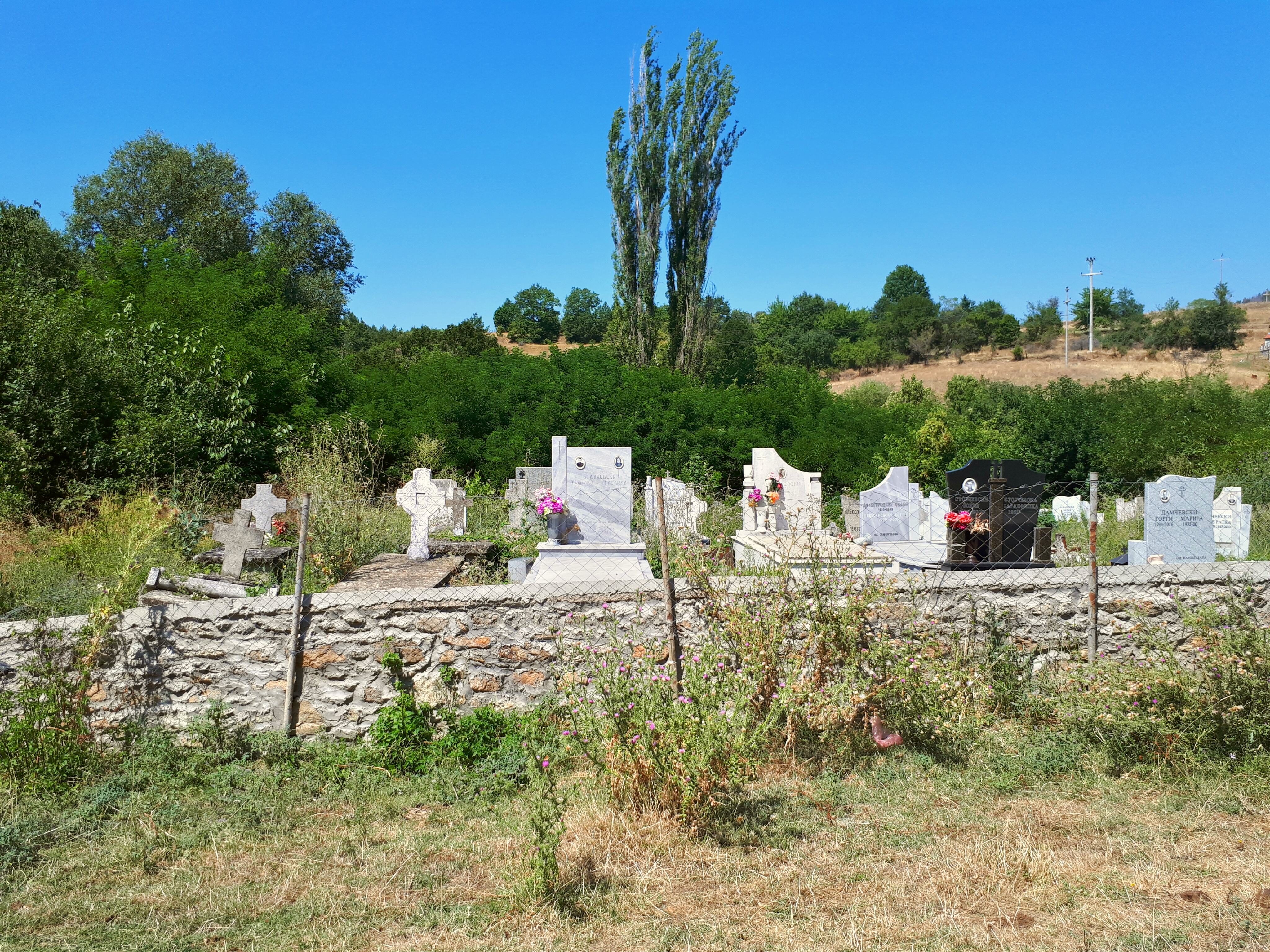
Der Dorffriedhof
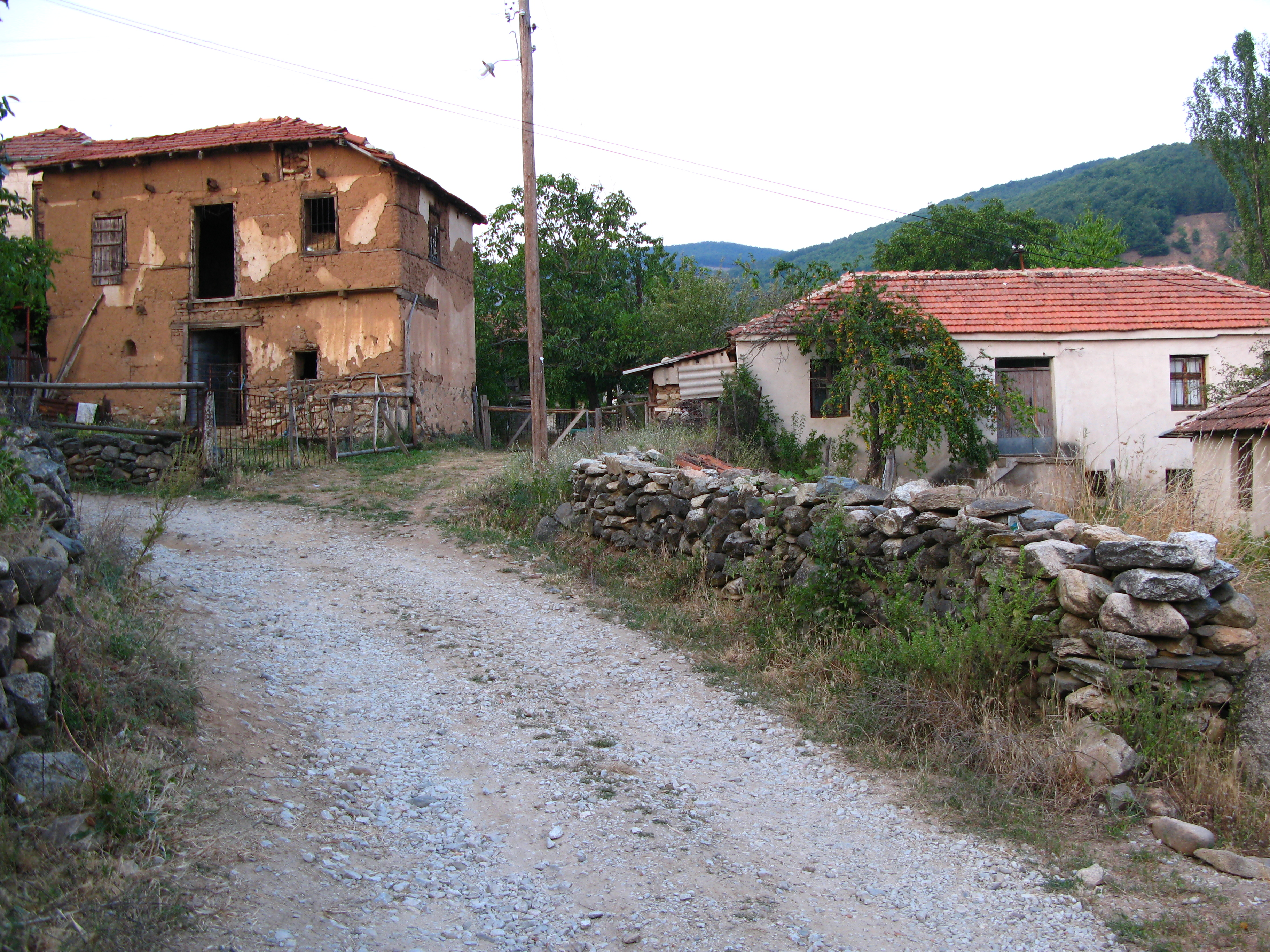
Alte Häuser
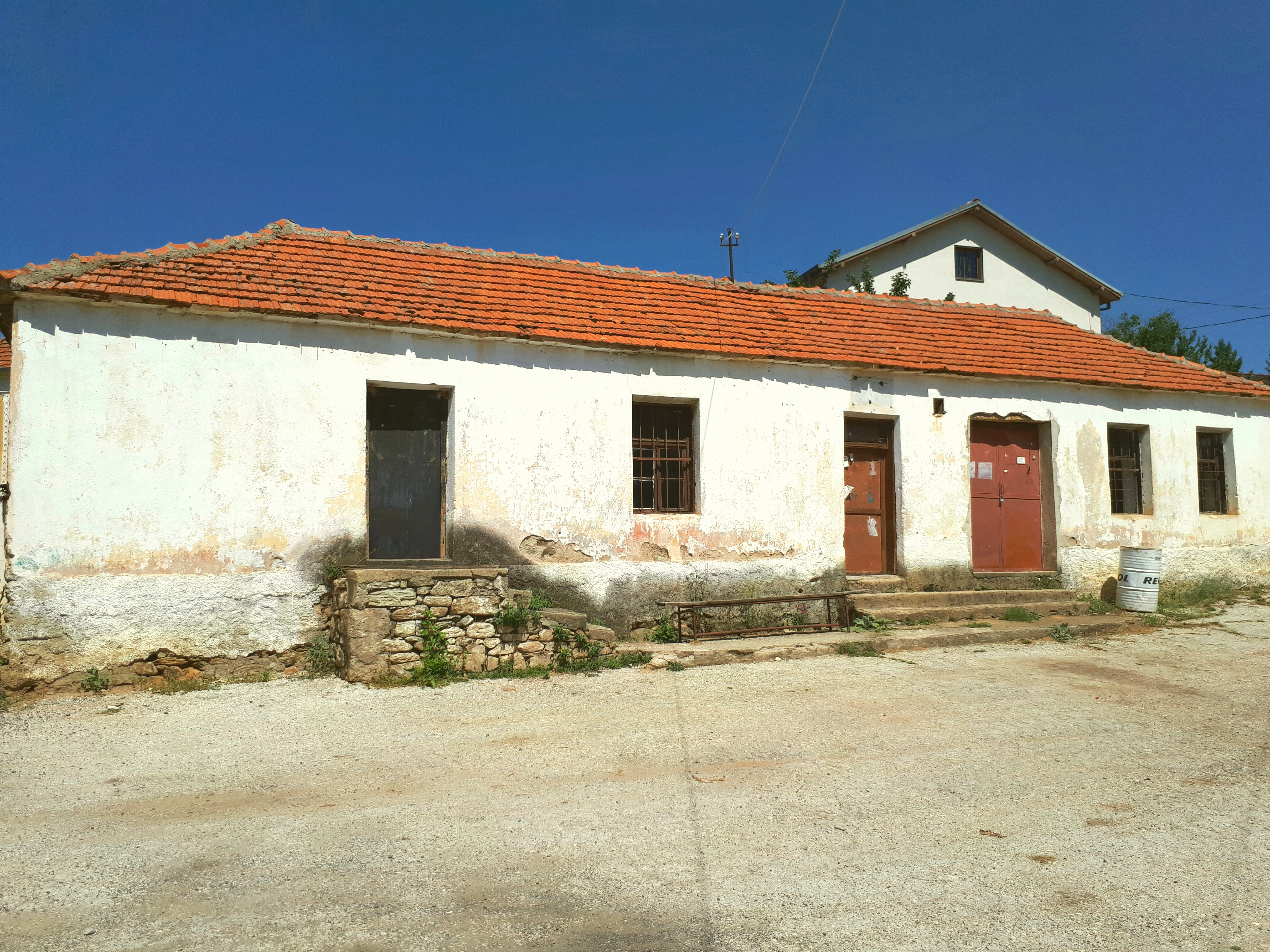
Zentrum des Dorfes

## Mit dem Ort verbundene Personen
- Omraam Mikael Ajwanow (1900–1986), bulgarischer Guru, ursprünglich aus der Familie Ivanovi, sein enger Verwandter aus dem Dorf Srpci -der Bitola-Schriftsteller Tode Goreski[2]